# Куйо
Куйо (ісп. Cuyo) — географічний і історичний регіон на заході Аргентини, що складається з провінцій Мендоса, Сан-Хуан і Сан-Луїс. Регіон має спільну історію і культуру.
У Куйо переважає гірський рельєф з невеликою кількістю рослинності. Клімат посушливий.
Основою економіки є сільське господарство, особливо виноградарство. Куйо є найбільшим виноробним регіоном у Південній Америці за обсягами продукції і площею виноградників. Також місцевість має популярність серед туристів.
Округ Куйо було створено 1564 року у складі Генерал-капітанства Чилі. 1 серпня 1776 року округ Куйо увійшов до складу віце-королівства Ріо-де-ла-Плата, а 1782 року був перейменований на інтендантство Куйо. 1820 року регіон Куйо був поділений на три окремі провінції: Мендоса, Сан-Хуан і Сан-Луїс.